# ۱۴۳۷ (میلادی)
۱۴۳۷ (میلادی) هزار و چهارصد و سی و هفتمین سال تقویم میلادی است.

## درگذشتگان
‎